# Ouargaye (département)
Pour les articles homonymes, voir Ouargaye.
Pour la ville chef-lieu, voir Ouargaye (Ouargaye).
Ouargaye est un département et une commune urbaine du Burkina Faso, située dans la province du Koulpélogo et la région du Centre-Est. La commune est également le chef-lieu de la province.
En 2019, le département comptabilisait 42 626 habitants.

## Villes et villages
Le département et la commune urbaine de Ouargaye est administrativement composé d'une ville chef-lieu homonyme, également chef-lieu de la province (données de population consolidées issues du recensement général de 2019) :
- Ouargaye, subdivisée en cinq secteurs urbains (totalisant 13 431 habitants) :

- Secteur 1 (2 508 habitants)
- Secteur 2 (2 627 habitants)
- Secteur 3 (2 732 habitants)
- Secteur 4 (4 151 habitants)
- Secteur 5 (1 413 habitants)

et de douze villages ruraux  (totalisant 29 195 habitants) :
- Babakou (525 habitants)
- Bittin (2 194 habitants)
- Boudoughin (715 habitants)
- Dimtenga (4 181 habitants)
- Kogo (1 385 habitants)
- Kongloré (2 386 habitants)
- Koundoghin (2 489 habitants)
- Lerghin (1 467 habitants)
- Méné (5 048 habitants)
- Naboudin (1 074 habitants)
- Naganga (6 334 habitants)
- Tessoaghin (1 397 habitants)